# Horożanna Mała
Horożanna Mała (ukr. Мала Горожанна, Mała Horożanna) – wieś na Ukrainie, na terenie obwodu lwowskiego, w rejonie stryjskim (do 2020 roku w rejonie mikołajowskim). Liczy ok. 670 mieszkańców.
Południową i środkową część wsi stanowi dawniej odrębna wieś Saska.